# Zełwągi (przystanek kolejowy)
Zełwągi – przystanek osobowy w Zełwągach na linii kolejowej nr 223, w województwie warmińsko-mazurskim, w powiecie mrągowskim, w Polsce.